# Victor Bartley
Victor Bartley (* 17. Februar 1988 in Ottawa, Ontario) ist ein ehemaliger kanadischer Eishockeyspieler, der im Verlauf seiner aktiven Karriere zwischen 2003 und 2023 unter anderem 125 Spiele für die Nashville Predators und Canadiens de Montréal in der National Hockey League (NHL) auf der Position des Verteidigers bestritten.

## Karriere

### Jugend
Victor Bartley wurde in Ottawa geboren, zog allerdings im Alter von fünf Jahren nach Maple Ridge in der Provinz British Columbia. Mit dem Umzug begann er mit dem organisierten Eishockey und spielte in Maple Ridge zehn Jahre in der Ridge Meadows Minor Hockey Association, ehe er sich im Alter von 15 den Delta Ice Hawks im ca. 50 Kilometer entfernten Delta anschloss. Zudem hat Bartley einen drei Jahre älteren Bruder, der ebenfalls Eishockey spielte, unter anderem für die Vancouver Giants und die University of British Columbia. Im Jahr 2003 wurde Victor Bartley im WHL Bantam Draft an 13. Stelle von den Kamloops Blazers ausgewählt, blieb allerdings vorerst bei den Delta Ice Hawks und absolvierte so in der gesamten Spielzeit 2003/04 nur drei Spiele in der Western Hockey League (WHL). Erst in der Folgesaison etablierte sich der Verteidiger bei den Blazers und kam auf 68 Einsätze, woraufhin er das Team Canada Pacific bei der World U-17 Hockey Challenge 2005 im August 2005 vertrat und mit der Mannschaft die Silbermedaille gewann. Im Jahr darauf war er Teil der U-18-Nationalmannschaft Kanadas, die bei der U18-Junioren-Weltmeisterschaft 2006 den vierten Platz belegte. Ferner steigerte er seine persönliche Statistik bei den Kamloops Blazers und kam so in der Saison 2006/07 auf 43 Scorerpunkte aus 67 Spielen.
Im Januar 2008 gaben ihn die Blazers an die Regina Pats, die ebenfalls in der WHL spielen, ab und erhielten im Gegenzug Nick Ross, wobei noch zwei weitere Verteidiger sowie ein Draft-Wahlrecht getauscht wurden. Auch bei den Regina Pats blieben Bartleys Leistungen konstant durchschnittlich, sodass er in keinem NHL Entry Draft ausgewählt wurde.

### Umweg über unterklassige Ligen
Nach dem Ende seiner letzten Saison in Regina – er musste die WHL altersbedingt verlassen, da es sich um eine Juniorenliga handelt – unterzeichnete Bartley einen Probevertrag bei den Providence Bruins aus der American Hockey League (AHL). Der Kanadier absolvierte dort bis zum Ende der Saison 2008/09 zehn Spiele und kam somit zu seinem Profi-Debüt, wurde allerdings danach nicht fest verpflichtet. Für die Folgesaison unterschrieb er bei den Bridgeport Sound Tigers aus der AHL, wobei diese ihn hauptsächlich bei deren Farmteam, den Utah Grizzlies, in der ECHL einsetzten. Nachdem er sich im Januar 2009 einen Riss des Trizeps zugezogen hatte, war die Saison 2009/10 verletzungsbedingt beendet, in dessen Folge ihn auch die Sound Tigers nicht weiter unter Vertrag nahmen.
In der Folge entschloss sich Bartley, Nordamerika vorerst zu verlassen und verbrachte die Spielzeit 2010/11 beim Rögle BK in der HockeyAllsvenskan, der zweithöchsten schwedischen Eishockeyliga. Dort beendete er die Saison mit 34 Scorerpunkten als zweitbester Scorer aller Verteidiger der Liga, wodurch er das Interesse einiger Franchises der National Hockey League (NHL) weckte. Obwohl er noch im April einen Einjahresvertrag bei Djurgårdens IF unterschrieben hatte und damit in der höchsten Elitserien gespielt hätte, schloss er sich nur einen Monat später den Nashville Predators aus der NHL an.

### Karriere in der NHL
Die Predators gaben den Kanadier direkt an die Milwaukee Admirals, ihr Farmteam aus der AHL, ab, wo Bartley die gesamte Saison verbrachte und als einziger Spieler der Admirals alle 76 Saisonspiele bestritt. Nachdem er seine konstanten Leistungen auch in der Folgesaison 2012/13 bestätigte und am AHL All-Star Classic im Januar 2013 teilnahm, beriefen ihn die Predators im März 2013 erstmals ins NHL-Aufgebot, wo er in der Folge 24 der letzten 25 Spiele der regulären Saison bestritt. Nach diesen Eindrücken unterzeichnete er im Sommer 2013 einen neuen Dreijahresvertrag in Nashville.
Mit Beginn der Saison 2013/14 stand Bartley fest im NHL-Kader, gab diesen Stammplatz allerdings mit Beginn der Spielzeit 2015/16 wieder ab. Im Januar 2016 wurde Bartley im Rahmen eines größeren Tauschgeschäfts zu den Canadiens de Montréal transferiert. Dabei verpflichteten ihn erst die Arizona Coyotes im Tausch gegen Stefan Elliott, ehe diese ihn dann samt John Scott an die Canadiens abgaben. Im Gegenzug wechselten Jarred Tinordi und Stefan Fournier von Montréal nach Arizona. In Montréal beendete Bartley die Saison 2015/16 mit etwa gleichen Spielzeiten in NHL und AHL, ehe sein auslaufender Vertrag nicht verlängert wurde. In der Folge schloss er sich im Juli 2016 als Free Agent den Minnesota Wild an, für die er nach einer Verletzung in der Saisonvorbereitung kein Spiel absolvierte. 

### Rückkehr nach Europa und Wechsel in die KHL
Zur Spielzeit 2017/18 kehrte er nach Schweden zurück und schloss sich dem Örebro HK an. Im Sommer 2018 unterschrieb er einen Vertrag bei Kunlun Red Star aus der Kontinentalen Hockey-Liga und absolvierte in den folgenden zwei Jahren über 100 KHL-Partien für den chinesischen Klub, in denen er 23 Scorerpunkte sammelte. Anschließend war er vereinslos, ehe er im Dezember 2020 von Unia Oświęcim aus der Polska Hokej Liga unter Vertrag genommen wurde.
Im Jahr 2021 kehrte Bartley zu Kunlun Red Star zurück, ehe er im Sommer 2022 zum österreichischen Klub EHC Linz in die ICE Hockey League wechselte. Bevor er jedoch einen Einsatz für das Team absolvierte, lösten beide Parteien den Vertrag bereits Mitte September wieder auf. Der Kanadier kehrte daraufhin nach Nordamerika zurück und schloss sich einen Monat später den Utah Grizzlies aus der ECHL an, für die er bereits 13 Jahre zuvor aufgelaufen war. Nach der Saison 2022/23 beendete der 35-Jährige seine aktive Karriere.

## Erfolge und Auszeichnungen
- 2005 Silbermedaille bei der World U-17 Hockey Challenge
- 2013 Teilnahme am AHL All-Star Classic
- 2017 Spengler-Cup-Gewinn mit dem Team Canada

## Karrierestatistik

### International
Vertrat Kanada bei:
- World U-17 Hockey Challenge 2005
- U18-Junioren-Weltmeisterschaft 2006

(Legende zur Spielerstatistik: Sp oder GP = absolvierte Spiele; T oder G = erzielte Tore; V oder A = erzielte Assists; Pkt oder Pts = erzielte Scorerpunkte; SM oder PIM = erhaltene Strafminuten; +/− = Plus/Minus-Bilanz; PP = erzielte Überzahltore; SH = erzielte Unterzahltore; GW = erzielte Siegtore; 1 Play-downs/Relegation; Kursiv: Statistik nicht vollständig)